# Жейер, Робер
Робер Жейер (фр. Robert Geyer; 22 октября 1899, Нуайон — 13 октября 1982, Гренобль) — французский легкоатлет, выступавший в беге с препятствиями. Участник летних Олимпийских игр 1920 года.

## Биография
Робер Жейер родился 22 октября 1899 года во французском городе Нуайон.
Выступал в легкоатлетических соревнованиях за парижский «Жан-Буэн».
В 1920 году вошёл в состав сборной Франции на летних Олимпийских играх в Антверпене. В беге на 3000 метров с препятствиями занял в полуфинале последнее, 4-е место, показав результат 11 минут 20 секунд и уступив 22 секунды (дистанцию в 800 метров) попавшему в финал с 3-го места Рэю Уотсону из США.
Умер 13 октября 1982 года во французском городе Гренобль.